# Les Chapelles
Les Chapelles település Franciaországban, Savoie megyében. Lakosainak száma 566 fő (2022. január 1.). Les Chapelles Beaufort, Bourg Saint Maurice és La Plagne Tarentaise községekkel határos.

## Népesség
A település népességének változása:
| Lakosok száma | 540  | 556  | 568  | 561  | 564  | 563  | 563  | 564  | 566  |
|               | 2013 | 2015 | 2016 | 2017 | 2018 | 2019 | 2020 | 2021 | 2022 |